# ハイパック
ハイパック（HIPAC）とは、パイオニア（カーエレクトロニクス事業部）が1971年（昭和46年）に規格・製品化し、カーステレオ、および幼児向け教材機器向けに開発・製造・発売したエンドレスカートリッジ及び再生機器である。

## 概要
すでに製品として存在していたプレーテープのカートリッジをベースに、コンパクトカセットと同じ幅のテープを用いて4トラック2プログラム化したもの。テープ速度は4.8cm/secと9.5cm/secの2種類が規定されたが、市場に投入されたソフトはほとんど4.8cm/secであった。収録時間は多くのカートリッジで8トラックより短く、再生機器はポータブル製品を含めても数機種しか存在しない。メーカーのホームページにも記載がなく、海外への市場展開も行われなかったためプレーテープ以上にマイナーである。
なお、このハイパックは「ポンキー」、および「ピンキー」というシリーズで幼児向け教材機器に力を入れた時期もあったが、それでも非常にマイナーな教材機器である事は否めず、最終的に1979年（昭和54年）末までに製造終了・販売終了となり、登場から8年の歴史に幕を閉じた。

## ハイパック協議会
パイオニアのほか、次の企業が参加していた。（社名は当時のもの）
- アポロン音楽工業
- クラリオン
- 講談社
- シャープ
- 東京芝浦電気
- 東芝音楽工業
- 日本コロムビア
- 日立製作所
- 三井物産家電販売

## 補足
ハイパックはプレーテープよりもテープ幅が広い。テープを破損する恐れがあるため、プレーテープ用の機器で再生を試みることは行ってはならない。